# Zlatarisjka reka
Zlatarisjka reka (bulgariska: Златаришка река) är ett vattendrag i Bulgarien.   Det ligger i regionen Veliko Tărnovo, i den centrala delen av landet, 210 km öster om huvudstaden Sofia.